# آرثر أبراهامز
آرثر أبراهامز (بالإنجليزية: Arthur Abrahams)‏ هو سائق سيارة سباق ومهندس أسترالي، ولد في 6 نوفمبر 1955.

## وصلات خارجية
- آرثر أبراهامز على موقع DriverDB.com (الإنجليزية)